# 赤坂通
赤坂通（あかさかどおり）は、神戸市灘区の町名である。現行行政地名は赤坂通一丁目から八丁目。
令和2年国勢調査（2020年10月1日）における世帯数は1,019、人口2,110で内男性958人・女性1,152人。郵便番号657-0821。

## 地理
畑原字法泉寺・上井ノ上・東イバノ元・西イバノ元・西上イバノ元と五毛字山路・中島と上野字琴野・桑原・観音寺から昭和6年（1931年）9月、成立した。東西に長く、東から順に一～八丁目がある。東は篠原中町、南は西が畑原通、東が天城通、西は青谷町、北は上野通。

### 地価
住宅地の地価は、2014年（平成26年）1月1日の公示地価によれば、赤坂通1-2-3の地点で26万5000円/m2となっている。

## 由来
赤坂通の町名の由来は、山裾を切り開いた土地で赤土が多く、「赤土の坂」から赤坂と名付けられたという。昭和37年から隔月刊の雑誌『歴史と神戸』を発刊している神戸史学会による『神戸の地名 改訂版』では、他の由来として小山正平の論文「赤坂の地名考」を挙げて、仏教で水の事を指す閼伽のある坂であるためとも推測している。